# 卡斯泰尔维耶勒
卡斯泰尔维耶勒（法語：Castelviel，法語發音：[kastɛlvjɛl]）是法国吉伦特省的一个市镇，属于朗贡区。

## 地理
卡斯泰尔维耶勒（44°40'2"N, 0°9'12"W）面积8.02 平方千米，位于法国新阿基坦大区吉倫特省，该省份为法国西南部沿海省份，是法國本土面积最大的省，北起滨海夏朗德省，西临大西洋，南至朗德省，东南接洛特-加龍省，东临多爾多涅省。
与卡斯泰尔维耶勒接壤的市镇（或旧市镇、城区）包括：圣叙尔皮斯-德波米耶、夸拉克、戈尔纳克、圣布里斯、圣费利克斯-德丰科德、圣洛朗迪布瓦。

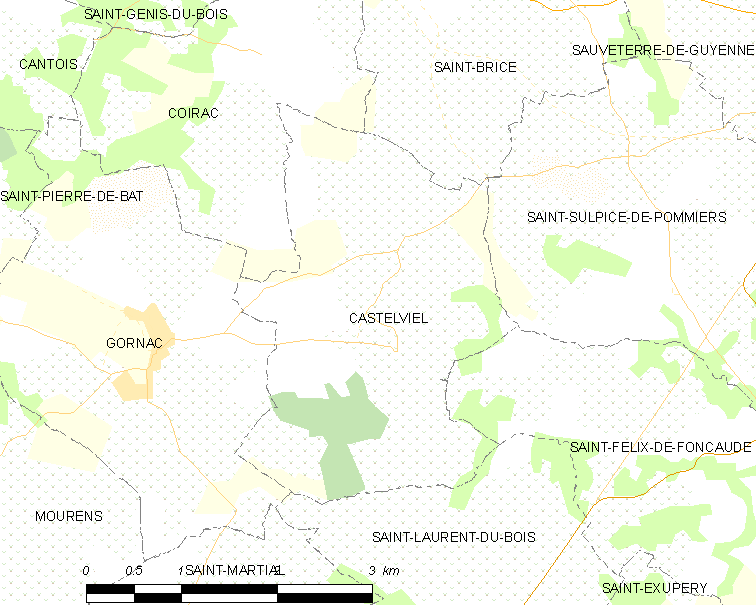
卡斯泰尔维耶勒的OSM定位图

卡斯泰尔维耶勒的时区为UTC+01:00、UTC+02:00（夏令时）。

## 行政
卡斯泰尔维耶勒的邮政编码为33540，INSEE市镇编码为33105。

## 政治
卡斯泰尔维耶勒所属的省级选区为勒雷奥莱-莱巴斯蒂德县。

## 人口

1962-2008年间卡斯泰尔维耶勒人口变化图示

卡斯泰尔维耶勒于2022年1月1日时的人口数量为203人。